# Gianfranco Espinoza
Gianfranco Espinoza Andrade (Huánuco, 26 de agosto de 1986) es un exfutbolista peruano. Jugaba de defensa y su último equipo fue el Sport Boys de la Primera División del Perú.

## Trayectoria
Debutó en el 2004 jugando por el Coronel Bolognesi. Jugó cuatro temporadas en el cuadro tacneño clasificando a la Copa Sudamericana 2006 y Copa Sudamericana 2007, para el 2008 ficha por el Sport Boys del Callao. Al año siguiente fue contratado por Alianza Atlético.
En el 2010 fue traspasado al club León de Huánuco (recién ascendido de Copa Perú) en el cual realizó una buena campaña junto a sus demás compañeros del club, logrando el subtítulo nacional. Ese año León jugó la mayor parte del campeonato con línea de 3 donde Espinoza compartió esa saga con Luis Guadalupe y Luis Cardoza. ese año jugó 3 partidos. Al siguiente año logró clasificar a la Copa Sudamericana 2012 y fue nombrado como el mejor lateral derecho del año.
En 2015 descendió con León de Huánuco. En el 2017 volvió a las canchas luego de un año de inactividad ficha por el Sport Boys, fue campeón de la Segunda División de Perú 2017 y se retiró del fútbol.

## Clubes
| Club                   | País | Año       |
| ---------------------- | ---- | --------- |
| Coronel Bolognesi      | Perú | 2004-2007 |
| Sport Boys             | Perú | 2008      |
| Alianza Atlético       | Perú | 2009      |
| León de Huánuco        | Perú | 2010-2011 |
| Universidad San Martín | Perú | 2012      |
| Unión Comercio         | Perú | 2013      |
| León de Huánuco        | Perú | 2013-2015 |
| Sport Boys             | Perú | 2017      |

## Palmarés
| Título           | Club              | País | Año  |
| ---------------- | ----------------- | ---- | ---- |
| Torneo Clausura  | Coronel Bolognesi | Perú | 2007 |
| Segunda División | Sport Boys        | Perú | 2017 |

### Distinciones individuales
| Distinción                                                                                            | Año  |
| --- | ---- |
| Incluido en el equipo ideal del Campeonato Descentralizado según el portal periodístico DeChalaca.com | 2011 |